# Hōtō-ji

Das vierfüßige Tor des Hōtō-ji

Hōtō-ji (jap. 宝塔寺) ist ein japanischer Tempel der Nichiren-Schule im Kyōtoer Stadtbezirk Fushimi.
Der Tempel entstand aus dem Gokuraku-ji (極楽寺), einem Tempel der Shingon-Schule, der von dem Mönch Shōbō (聖宝) gegründet und von Fujiwara no Mototsune errichtet worden sein soll. Diesen Tempel wandelte Nichizō (日像; 1269–1342), ein Schüler von Nichirens Schüler Nichirō (日朗, 1245–1320), im Jahre 1307 in eine Meditationshalle für das Lotos-Sutra um.
Das vierfüßige Tor (四脚門, shikyakumon) und die zweistufige Tahō-Pagode (tahōtō; Besonderheit: erste Stufe eckig, zweite Stufe rund) stammen aus der Muromachi-Zeit.